# Parlamento de Negrete (1726)
El Parlamento de Negrete fue una junta diplomática de la que emanó un tratado entre españoles y el pueblo mapuche. Es considerado incorrectamente como el último parlamento del periodo colonial de Chile, en el que ambos bandos solemnizaron sus paces y alianzas.

## Desarrollo
Los acuerdos del parlamento fueron registrados por los españoles, en un tratado de 12 artículos.
Este parlamento, convocado por el gobernador Gabriel Cano de Aponte y celebrado el día 29 de enero de 1726, tenía por objetivo restablecer la paz, posterior al levantamiento Mapuche de 1723. En esta ceremonia, se propondrieron las mismas capitulaciones de los anteriores tratados agregándose una a los costinos o lafkenches, quienes deberían en adelante advertir y prestar ayuda militar frente a invasiones de potencias extranjeras. Este parlamento es resultado del continuo temor del imperio español a seguir perdiendo recursos humanos y materiales, aceptando la soberanía Mapuche en su territorio, al sur del río Biobio, y buscar la paz en una  alianza contra otras eventuales amenazas europeas, principalmente Gran Bretaña y Países Bajos.               
Otro de los fines era regular el comercio entre ambos territorios, «por cuanto de los conchavos (traficantes) nacen los agravios que han dado motivo en todo tiempo a los alzamientos por hacerse éstos clandestinamente, sin autoridad pública, todo en contravención de las leyes que a favor de los indios deben guardarse, será conveniente que los tengan libremente pero reducidos... a tres o cuatro ferias al año o las más que juzgaren necesarias y pidieren...».
Para ello se acordó realizar 3 o 4 ferias anuales que permitirán el libre y ordenado intercambio de productos, supervisadas por un oficial militar, un sacerdote y un representante del pueblo mapuche. En la práctica, el acuerdo prohibía el monopolio comercial del que gozaban algunos oficiales españoles y que, como se ha dicho, había sido la causa de la rebelión reciente.
Las paces fueron ratificadas por Felipe V el 10 de diciembre de 1727, donde la paz duró más de 33 años. La corona, de momento, renunció a intentar conquistar la Araucanía. Por otro lado, se consolidó la frontera, al aceptarse que ninguno de los dos bandos podía cruzarla sin la autorización del otro.
Según el investigador José Bengoa, este parlamento tuvo la importancia de consolidar: «...una economía preagraria y premercantil, que permitió a los Mapuches, apropiarse no solo de los animales traídos por los españoles, sino también de la capacidad de adoptar y reacondicionar a su servicio las técnicas,  instrumentos y bienes del enemigo».